# Europa-Universität Flensburg
Europa-Universität Flensburg (på dansk Flensborg Universitet) er et universitet i Flensborg. Flensborg Universitet blev oprettet i 1994. Dets forløber var byens pædagogiske højskole (oprettet i 1946). Universitet har cirka 4.600 studerende og cirka 360 ansatte. Universitetets hovedbygninger er samlet på universitetsparken på Sandbjerg. I december 2001 blev universitets nye midt i universtetsparken beliggende Campushalle indviet. I 2014 fik universitetet status om europauniversitetet. Målet er er at ledsage og fremme den europæiske integrationsproces i både forskning og uddannelse.
Universitet tilbyder læreruddannelsen og uddannelser i miljømanagement. Derudover tilbydes kulturvidenskab og international management. På disse områder samarbejdes der med Syddansk Universitet i Sønderborg. Siden 1998 er det for eksempel muligt at tage dobbeltdiplom som eksportingeniør på Syddansk Universitet i Sønderborg og ingeniør i Energi- og miljøledelse på Flensborg Universitet. Syddansk Universitet og universitet i Flensborg har desuden indgået et bibliotekssamarbejde.
Allerede kong Christian 4. havde i 1600-tallet planerne om at bygge et universitet i Flensborg, beliggende i den kongelige del i Hertugdømmet Slesvig. På grund af Trediveårskrigen blev det ikke til noget. Universitet har i dag et filial-institut i den såkaldte European Overseas Campus på Bali.

## Uddannelser
Flensborg Universitet tilbyder et udvalg af fuldtidsuddannelser:
Bacheloruddannelser
- Vermittlungswissenschaften (bachelor)
- Erziehungswissenschaft Erwachsenenbildung/Weiterbildung (bachelor)
- International Management (bachelor)
- Kultur- und Sprachmittler (dansk bachelor og tysk diplom)

Masteruddannelser
- Energie- und Umweltmanagement, Energy and Environmental Systems, Spezialisation Sustainable Energy Systems and Management in Developing Countries
- Energie- und Umweltmanagement, Spezialisierung Energie- und Umweltmanagement in Industrieländern (master)
- Erziehungswissenschaft: Schulpädagogik (diplom)
- European Studies (master)
- Kultur – Sprache – Medien (master)
- Management Studies (master)
- Master of Education für Grund- und Hauptschulen (master)
- Master of Education für Realschulen (master)
- Master of Education für Sonderschulen (master)
- Master of Education für berufliche Schulen (master)
- Prävention und Gesundheitsförderung (master)